# Nastro d’Argento/Beste Kamera
Nastro d’Argento: Beste Kamera (Nastro d'Argento alla migliore fotografia)
Dieser Filmpreis wird seit 1946 vom italienischen Filmkritikerverband (Sindacato Nazionale Giornalisti Cinematografici Italiani, SNGCI) vergeben. Von 1959 bis einschließlich 1971 wurde der Preis in die Kategorien Schwarzweißfilm und Farbfilm unterteilt. Davor wurden nur Schwarzweißfilme und danach nur noch Farbfilme ausgezeichnet.
| Jahr | Preisträger                             | Filmtitel                                                                                      |
| ---- | --------------------------------------- | ---------------------------------------------------------------------------------------------- |
| 1946 | Mario Craveri                           | Un giorno nella vita                                                                           |
| 1947 | Domenico Scala                          | Daniele Cortis                                                                                 |
| 1947 | Václav Vich                             | Daniele Cortis                                                                                 |
| 1948 | Piero Portalupi                         | Preludio d’amore                                                                               |
| 1949 | Carlo Montuori                          | Fahrraddiebe (Ladri di biciclette)                                                             |
| 1950 | Aldo Graziati                           | für dessen Gesamtschaffen                                                                      |
| 1951 | Franco Scarpelli                        | Edera                                                                                          |
| 1952 | Arturo Gallea                           | Für zwei Groschen Hoffnung (Due soldi di speranza)                                             |
| 1953 | Enzo Serafin                            | für dessen Gesamtschaffen                                                                      |
| 1954 | Mario Craveri                           | Das grüne Geheimnis (Magia verde)                                                              |
| 1955 | Aldo Graziati (zum Gedenken)            | Sehnsucht (Senso)                                                                              |
| 1956 |                                         | nicht vergeben                                                                                 |
| 1957 | Mario Craveri                           | Auf der Spur der weißen Götter (L'impero del sole)                                             |
| 1958 | Gianni Di Venanzo                       | Der Schrei (Il grido)                                                                          |
| 1959 | Schwarzweiß: Armando Nannuzzi           | Liebe hat kurze Beine (Giovani mariti)                                                         |
| 1959 | Farbe: Pier Ludovico Pavoni             | Hinter der großen Mauer (Muraglia cinese)                                                      |
| 1960 | Schwarzweiß: Gianni Di Venanzo          | Auf St. Pauli ist der Teufel los (I magliari)                                                  |
| 1960 | Farbe: Gábor Pogány                     | Europa di notte                                                                                |
| 1961 | Schwarzweiß: Giuseppe Rotunno           | Rocco und seine Brüder (Rocco e i suoi fratelli)                                               |
| 1961 | Farbe: Aldo Tonti                       | Im Land der langen Schatten (The Savage Innocents)                                             |
| 1962 | Schwarzweiß: Vittorio De Seta           | Die Banditen von Orgosolo (Banditi a Orgosolo)                                                 |
| 1962 | Farbe: Sandro D’Eva                     | Die nackte Odyssee (Odissea nuda)                                                              |
| 1963 | Schwarzweiß: Gianni Di Venanzo          | Wer erschoss Salvatore G.? (Salvatore Giuliano)                                                |
| 1963 | Farbe: Giuseppe Rotunno                 | Cronaca familiare                                                                              |
| 1964 | Schwarzweiß: Gianni Di Venanzo          | Achteinhalb (8½)                                                                               |
| 1964 | Farbe: Giuseppe Rotunno                 | Der Leopard (Il gattopardo)                                                                    |
| 1965 | Schwarzweiß: Tonino Delli Colli         | Das 1. Evangelium – Matthäus (Il vangelo secondo Matteo)                                       |
| 1965 | Farbe: Carlo Di Palma                   | Die rote Wüste (Deserto rosso)                                                                 |
| 1966 | Schwarzweiß: Armando Nannuzzi           | Sandra – Die Triebhafte (Vaghe stelle dell'Orsa)                                               |
| 1966 | Farbe: Gianni Di Venanzo (zum Gedenken) | Julia und die Geister (Giulietta degli spiriti)                                                |
| 1967 | Schwarzweiß: Marcello Gatti             | Die Schlacht von Algier (La battaglia di Algeri)                                               |
| 1967 | Farbe: Carlo Di Palma                   | Die unglaublichen Abenteuer des hochwohllöblichen Ritters Branca Leone (L'armata Brancaleone)  |
| 1968 | Schwarzweiß: Tonino Delli Colli         | China ist nahe (La Cina è vicina)                                                              |
| 1968 | Farbe: Armando Nannuzzi                 | Incompreso                                                                                     |
| 1969 | Schwarzweiß: Aldo Scavarda              | Des Teufels Seligkeit (Grazie zia)                                                             |
| 1969 | Farbe: Pasqualino De Santis             | Romeo und Julia (Romeo e Giulietta)                                                            |
| 1970 | Schwarzweiß: Vittorio Storaro           | Giovinezza giovinezza                                                                          |
| 1970 | Farbe: Giuseppe Rotunno                 | Fellinis Satyricon (Fellini – Satyricon)                                                       |
| 1971 | Schwarzweiß: Marcello Gatti             | Sierra Maestra                                                                                 |
| 1971 | Farbe: derselbe                         | Des Lebens Herrlichkeit (Anonimo veneziano)                                                    |
| 1972 | Pasqualino De Santis                    | Tod in Venedig (Morte a Venezia)                                                               |
| 1973 | Ennio Guarnieri                         | Bruder Sonne, Schwester Mond (Fratello Sole sorella Luna)                                      |
| 1974 | Armando Nannuzzi                        | Ludwig II. (Ludwig)                                                                            |
| 1975 | Pasqualino De Santis                    | Gewalt und Leidenschaft (Gruppo di famiglia in un interno)                                     |
| 1976 | Luciano Tovoli                          | Beruf: Reporter (Professione: reporter)                                                        |
| 1977 |                                         | nicht vergeben                                                                                 |
| 1978 | Armando Nannuzzi                        | Jesus von Nazareth (Jesus of Nazareth)                                                         |
| 1979 | Ermanno Olmi                            | Der Holzschuhbaum (L’albero degli zoccoli)                                                     |
| 1980 | Giuseppe Rotunno                        | Fellinis Stadt der Frauen (La città delle donne)                                               |
| 1981 | Pasqualino De Santis                    | Drei Brüder (Tre fratelli)                                                                     |
| 1982 | Tonino Delli Colli                      | Ganz normal verrückt (Storie di ordinaria follia)                                              |
| 1983 | Ennio Guarnieri                         | La Traviata                                                                                    |
| 1984 | Giuseppe Rotunno                        | Fellinis Schiff der Träume (E la nave va)                                                      |
| 1985 | Tonino Delli Colli                      | Es war einmal in Amerika (Once Upon a Time in America)                                         |
| 1986 | Marcello Gatti                          | Inganni                                                                                        |
| 1987 | Tonino Delli Colli                      | Der Name der Rose                                                                              |
| 1988 | Vittorio Storaro                        | Der letzte Kaiser (The Last Emperor)                                                           |
| 1989 | Luciano Tovoli                          | Splendor                                                                                       |
| 1990 | Giuseppe Rotunno                        | Die Abenteuer des Baron Münchhausen (The Adventures of Baron Munchausen)                       |
| 1991 | Vittorio Storaro                        | Himmel über der Wüste (The Sheltering Sky)                                                     |
| 1992 | Pasquale Rachini                        | Bix – Un’ipotesi leggendaria                                                                   |
| 1993 | Carlo Di Palma                          | Schatten und Nebel (Shadows and Fog)                                                           |
| 1994 | Vittorio Storaro                        | Little Buddha                                                                                  |
| 1995 | Luca Bigazzi                            | Lamerica                                                                                       |
| 1996 | Dante Spinotti                          | Der Mann, der die Sterne macht (L’uomo delle stelle)                                           |
| 1997 | Carlo Di Palma                          | Geliebte Aphrodite La dea dell’amore                                                           |
| 1998 | Tonino Delli Colli                      | Marianna Ucrìa                                                                                 |
| 1999 | Vittorio Storaro                        | Tango                                                                                          |
| 2000 | Dante Spinotti                          | Insider (The Insider)                                                                          |
| 2001 | Fabio Olmi                              | Der Medici-Krieger (Il mestiere delle armi)                                                    |
| 2002 | Luca Bigazzi                            | Brennen im Wind (Brucio nel vento)                                                             |
| 2003 | Italo Petriccione                       | Ich habe keine Angst (Io non ho paura)                                                         |
| 2004 | Fabio Olmi                              | Cantando dietro i paraventi                                                                    |
| 2005 | Luca Bigazzi                            | Die Hausschlüssel (Le chiavi di casa); Le conseguenze dell’amore sowie Ovunque sei             |
| 2006 | Fabio Cianchetti                        | Die Bestie im Herzen (La bestia nel cuore) sowie Der Tiger und der Schnee (La tigre e la neve) |
| 2007 | Maurizio Calvesi                        | Viaggio segreto                                                                                |
| 2008 | Arnaldo Catinari                        | I demoni di San Pietroburgo sowie Parlami d’amore                                              |
| 2009 | Daniele Ciprì                           | Vincere                                                                                        |
| 2010 | Maurizio Calvesi                        | Männer al dente (Mine vaganti)                                                                 |
| 2011 | Alessandro Pesci                        | Habemus Papam                                                                                  |